# Vincent Massey
Vincent Massey (ur. 20 lutego 1887 w Toronto, zm. 30 grudnia 1967 w Londynie) – kanadyjski polityk i dyplomata. Był pierwszym w historii przedstawicielem dyplomatycznym tego państwa o statusie równym ambasadorowi. Również jako pierwszy Kanadyjczyk został gubernatorem generalnym Kanady – pełnił tę funkcję od 1952 do 1959.
Ukończył studia w Oksfordzie i początkowo zajmował się zarządzaniem przedsiębiorstwem założonym przez swego ojca. W 1925 został ministrem bez teki w rządzie premiera Kinga. Kanadyjski system polityczny, wzorem brytyjskiego, nie przewiduje jednakże możliwości zasiadania w rządzie bez równoczesnego posiadania mandatu parlamentarnego. Massey wystartował w wyborach przeprowadzonych dwa miesiące po jego powołaniu, ale nie zdołał uzyskać miejsca w parlamencie i musiał zrezygnować z urzędu.
King nie zrezygnował jednak z jego usług i rok później wysłał go do Waszyngtonu jako szefa otwieranej właśnie kanadyjskiej ambasady. Kwestia, czy dominia brytyjskie mogą utrzymywać w pełni samodzielne stosunki dyplomatyczne, nie była jeszcze wówczas do końca wyjaśniona i dlatego Massey nie używał tytułu ambasadora, lecz ministra pełnomocnego i specjalnego wysłannika rządu, w praktyce jednak cieszył się identycznymi przywilejami i tak też był postrzegany przez amerykańskie władze. Z tego powodu uważa się go za pierwszego kanadyjskiego ambasadora w historii. Pełnił tę funkcję przez cztery lata.
Po przerwie w działalności publicznej spowodowanej odsunięciem od władzy jego politycznych przyjaciół, w 1935 Massey został wysokim komisarzem w Londynie. Zajmował to stanowisko aż przez 11 lat. W 1949 stanął na czele komisji rządowej mającej poddać gruntownej analizie stan kanadyjskiej kultury. Pokłosiem jej prac był tzw. raport Masseya, którego efektem było powołanie m.in. Biblioteki Narodowej oraz Canada Council (instytucji zajmującej się promocją Kanady i jej kultury na świecie). W 1952 jako pierwszy w dziejach Kanadyjczyk objął formalnie najwyższe stanowisko w państwie, tj. gubernatora generalnego (wcześniej zajmowali je zwykle brytyjscy arystokraci). Był już wówczas wdowcem, wobec czego obowiązki pierwszej damy wypełniała u jego boku córka. Jego kadencja była dwukrotnie przedłużana i ostatecznie wygasła w 1959.
W późniejszych latach skupił się na działalności charytatywnej, rozwijając fundację, którą założył jeszcze w latach 20. Zmarł przedostatniego dnia roku 1967, podczas wizyty w Anglii.